# Frank Lloyd (Hornist)

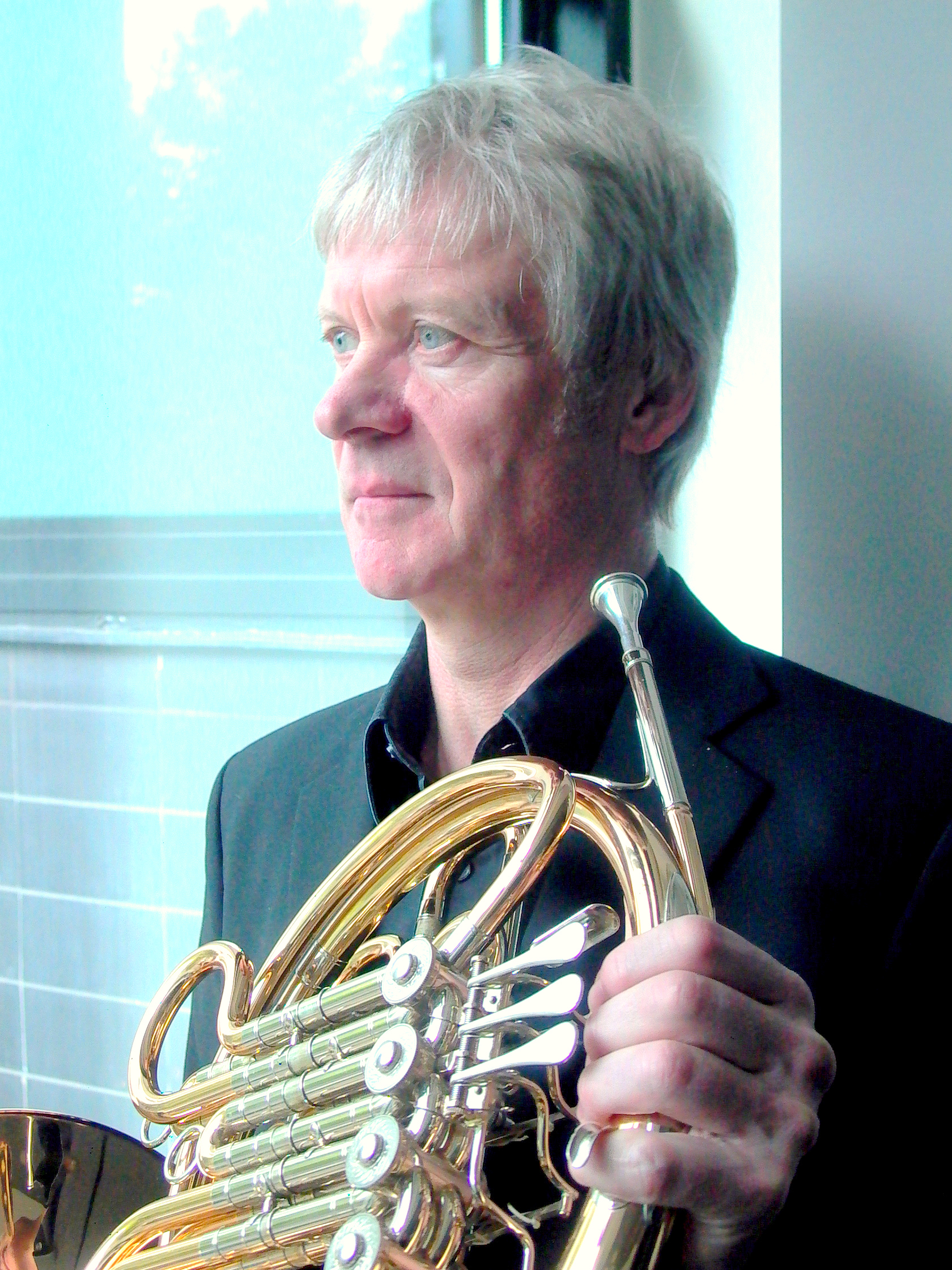
Frank Lloyd, 2009

Frank Lloyd (* 1952 in Cornwall) ist ein britischer Hornist.
Seine erste musikalische Erfahrung machte Lloyd im Alter von dreizehn Jahren mit der Posaune in der Brassband seiner Schule und wechselte dann auf das Horn. Er spielte zunächst in der Royal Marines Brass Band und studierte dann an der Royal Academy of Music in London bei Ifor James. Bereits drei Monate nach Studienbeginn wurde er Solohornist am Scottish National Orchestra, dem heutigen Royal Scottish National Orchestra.
Von 1979 bis 1982 war er Solohornist beim Londoner Royal Philharmonic Orchestra. Daneben widmete er sich der Kammermusik sowie seiner Sololaufbahn. Er wirkte unter anderem regelmäßig als Hornist im Philip Jones Brass Ensemble, im English Chamber Orchestra und dem Nash Ensemble mit.
Außerdem war er Professor an der Guildhall School of Music & Drama sowie am Trinity College of Music, beide in London. 
1998 wurde Lloyd als Nachfolger von Hermann Baumann als Professor an die Folkwang Hochschule in Essen berufen.
Lloyd war von 2005 bis 2006 Vorsitzender der International Horn Society und wurde 2011 erneut für diesen Posten gewählt.
| Personendaten    | Personendaten      |
| ---------------- | ------------------ |
| NAME             | Lloyd, Frank       |
| KURZBESCHREIBUNG | britischer Hornist |
| GEBURTSDATUM     | 1952               |
| GEBURTSORT       | Cornwall           |